# 肉体美
『肉体美』（にくたいび）は、1928年（昭和3年）12月1日公開の日本映画である。松竹キネマ製作・配給。監督は小津安二郎。モノクロ、スタンダード、サイレント、54分。
小津が最初に批評家たちの注目を集めた作品で、ナンセンスの下品さを脱していると一般の間でも好評だった。初回興行は電気館。川喜多記念映画文化財団に脚本が現存するが、ネガ原版・上映用プリントは現存していない。

## あらすじ

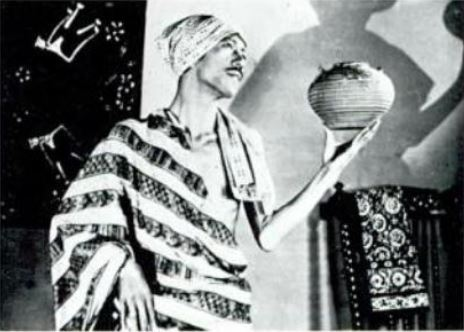
斉藤達雄

失業中で恐妻家の一郎は、家事や使い走りをするだけでなく、貧弱な体格にもかかわらず、画家の妻の絵のモデルにもなっている。金持ちのパトロン・大倉が進行具合を見に来て、一郎の前で妻と馴れ馴れしくして侮辱する。恨みに燃えた一郎は、その後一生懸命に絵の勉強を始める。展覧会が近づき、妻は砲丸投げの選手をしている学生・遠山をモデルに出品作を描くが、一郎もバーのマダムのために絵を描くことになる。やがて妻の絵が完成し、会場に運ばれることになったが、一郎の描いた絵も妻の絵と一緒に包まれて会場に出品されてしまう。審査が終わり、一郎の家に新聞記者が知らせを持ってやって来たが、入選したのは妻の方ではなく一郎の描いた絵だった。それ以来、妻は絵筆を捨てて従順になり彼のモデルになる。

## スタッフ
- 監督・潤色：小津安二郎
- 脚本：伏見晁
- 撮影：茂原英雄

## キャスト
- 高井一郎：斎藤達雄
- その妻律子：飯田蝶子
- 大倉伝右衛門：木村健児
- 学生遠山：大山健二
- 坂本武（ノンクレジット）[4]
- 日守新一（ノンクレジット）[4]